# Granimado
Granimado é um festival brasileiro de animação que ocorria anualmente na cidade de Gramado, no Rio Grande do Sul. É um dos eventos paralelos ao Festival de cinema de Gramado.
Sua última edição foi em 2008, foi anunciada a edição 2009, mas esta foi cancelada sem maiores explicações.

## Histórico
O evento teve sua primeira edição no ano de 2006, já se consagrando no cenário nacional. Em agosto de 2007 foi realizada a segunda edição, com a presença de vários profissionais do ramo, inclusive internacionais.
Na programação do festival estão inclusas exibições de longas nacionais, entrevistas, oficinas e mostras competitiva e paralela. O festival teve o apoio da Associação Brasileira de Cinema de Animação – ABCA, do Centro Técnico Audiovisual da Secretaria do Audiovisual do Ministério da Cultura (CTAv/SAV/MinC) e do Consulado Geral do Canadá.

## Premiados

### Segunda edição
Mostra nacional
- Melhor Filme "Prêmio Anélio Latini" - Yansan, de Carlos Eduardo Nogueira (SP) e Biribinha *Atômica, de Ricardo Piologo, Rodrigo Piologo, Rogério Vilela (SP)
- Melhor Roteiro – Vida Maria, de Márcio Ramos (CE)
- Melhor Direção de Arte – Tyger, de Guilherme Marcondes (SP)
- Melhor Animação Técnica Prêmio ABCA – Lúmen, de Wilian Salvador (MG)
- Melhor Cenografia – Juro que vi: Matinta Perera, de Humberto Avelar (RJ)
- Melhor Trilha sonora – Vida Maria, de Márcio Ramos (CE)
- Melhor Dublagem/efeitos – Santa de casa, de Alan Sieber (RJ)
- Menção Honrosa – O pescador de sonhos, de Igor Pitta Simões (SC), e A Noite do Vampiro, de Alê Camargo (DF)

Mostrinha de animação
- Melhor Filme – Historietas assombradas, de Vitor-Hugo Borges (SP)
- Melhor Direção – Kone e Dorfe no mundo das alcachofras, de Paulo Pappera (SP)
- Melhor Roteiro – Tainá Kan, a grande estrela, de Adriana Figueiredo (RJ)
- Melhor Trilha sonora – Juro que vi: Matinta Perera, de Humberto Avelar (RJ)
- Prêmio Especial do Júri – A pedra, de Maurício Sabbi (RS)

Mostra gaúcha – TCHÊ ANIMA
- Melhor Filme – Neosamba, de Juliano Reina (Novo Hamburgo-RS)
- Melhor Direção – O barato do vôvo, de Felipe Antoniolli (Canoas-RS)
- Melhor Direção de Arte – A pequena ilusão, de Tomás Creus (Porto Alegre-RS)
- Prêmio Especial do Júri – Os viajantes, de Vini Nora (Porto Alegre-RS)